# Moduli ARP
L'azienda americana ARP Instruments, nella costruzione dei suoi modelli di sintetizzatori musicali, fece spesso ricorso alla realizzazione e all'impiego di speciali moduli integrati, che potessero assolvere a compiti simili in apparati differenti. Ciò rappresentò una prima evoluzione del sintetizzatore modulare, nel quale erano installate più copie del medesimo modulo; l'adozione dei moduli integrati permetteva di rendere molto più rapide le operazioni di riparazione.

## Fondamenti
I circuiti dei sintetizzatori analogici, così come i blocchi per la fabbricazione dei calcolatori analogici, spesso impiegavano l'interazione di diversi semiconduttori per realizzare una particolare funzione. In simili circuiti di precisione, la sensibilità dei semiconduttori alla temperatura deve essere presa in seria considerazione, così come la temperatura dei singoli componenti è prona a variazioni durante il funzionamento. È pertanto necessario provvedere ad una modalità costruttiva per mantenere i componenti elettronici entro determinati limiti di escursione termica.
Nei circuiti integrati l'accoppiamento termico è parte del progetto, poiché le giunzioni di semiconduttore sono realizzate su una base comune di silicio. Prima dell'invenzione dei circuiti integrati, spesso si usava incapsulare blocchi di circuito in una resina per assicurare prestazioni indipendenti dalla temperatura. Oltre agli obiettivi tecnici, l'incapsulazione permette di mantenere le idee proprietarie lontane da sguardi indiscreti.

## Modularizzazione dei circuiti
I primi modelli ARP, come i moduli del sintetizzatore 2500, avevano alcuni elementi base del circuito incapsulati. Un tipico esempio di questi circuiti sono i convertitori esponenziali degli oscillatori, e le celle a guadagno variabile del Multimode Filter. Anche le prime tastiere impiegavano amplificatori operazionali con ingressi a FET discreti per la tensione di controllo.
Per il modello 2600 comunque, ARP passò ad uno schema di modularizzazione più economico e compatto: moduli completi del synth erano realizzati entro piccole scatole in plastica riempite di resina. Come risultato, occorreva un minimo circuito di supporto, principalmente controlli del pannello e trimmer, per avere moduli completamente funzionali come oscillatori, filtri e generatori di inviluppo. Incidentalmente, ARP (o Tonus, come prima si chiamava) fece un tentativo per vendere questi moduli separatamente, avente per obiettivo sperimentatori e realità educative. Questi erano indicati come "Encapsulated Function Generatoris For Use In Electronic Music Systems" nei primi anni '70.

## Schemi di incapsulamento
I primi circuiti incapsulati consistevano in un piccolo circuito stampato rinchiuso in un contenitore di plastica riempito con resina epossidica. Il modulo impiegato nel modello 2500 era un quadrato di 28mm di lato, mentre i moduli del 2600 erano da 50mm di lato. L'ovvio svantaggio di circuiti annegati nella resina era di non poterli riparare con facilità, poiché i componenti erano inaccessibili data la durezza della resina. Si conosce di persone che, impiegando speciali solventi organici, siano riuscite nell'impresa, ma è un procedimento lento e potenzialmente pericoloso, non raccomandabile quindi.
Nel 1972 o 1973, ARP migrò da un annegamento monolitico ad uno schema di incapsulamento a due strati. I moduli erano ora riempiti con gomma siliconica, così da coprire il circuito ed i componenti, quindi sigillati con uno strato di resina epossidica. Questi moduli sono riparabili, anche se la rimozione del silicone attorno ai componenti è un compito noioso e lento.
Verso la metà degli anni '70, ARP smise di incapsulare gran parte dei moduli. L'impiego di speciali clip metalliche per mantenere le coppie di transistor alla stessa temperatura, permise di ottenere le caratteristiche richieste di bassa deriva dei parametri. Inoltre, l'impiego sempre maggiore di array di transistor integrati fece diventare superfluo l'incapsulamento. Comunque, alcuni moduli controllati in tensione sono rimasti incapsulati fin verso il 1976, quando vennero sostituiti dai modelli 4072/4075, costruiti in modo aperto. La ragione per mantenere l'incapsulamento fu probabilmente più strategica che tecnica, poiché il nucleo di alcuni filtri infrangeva un brevetto Moog.
Mentre il 2600 ed il Soloist (2700) erano progettati con uso estensivo di moduli, i modelli seguenti abbandonarono questa modalità per tenere bassi i costi. L'Odyssey (2800) aveva tre grandi circuiti stampati che svolgevano le funzioni principali; solo il filtro controllato in tensione ebbe la forma di un modulo. I modelli successivi seguirono questa scelta, ed il più piccolo synth della gamma, l'Axxe (2300) ed il Solus, erano praticamente realizzati con un unico circuito stampato privo di moduli.
| Modulo                                                   | Funzione                              | Caratteristiche | Impiegato su                                                         |
| -------------------------------------------------------- | ------------------------------------- | --- | -------------------------------------------------------------------- |
| 4001                                                     | Convertitore esponenziale             | Ingresso in tensione, uscita duale in corrente compensato in temperatura | VCO 2500                                                             |
| 4002                                                     | Convertitore esponenziale             | Ingresso in tensione, uscita duale in corrente compensato in temperatura | VCO 2500                                                             |
| 4005-1P                                                  | Cella a transconduttanza variabile    | Ingresso differenziale (PNP), ingresso lineare in corrente | VCF 1047 (2500)                                                      |
| 4005-2N                                                  | Cella a transconduttanza variabile    | Ingresso differenziale (NPN), ingresso lineare in corrente controllo esponenziale compensato in temperatura                                                                                               | VCF 1047 (2500)                                                      |
| 4005-3P                                                  | Cella a transconduttanza variabile    | Ingresso differenziale (PNP), ingresso lineare in corrente controllo esponenziale compensato in temperatura                                                                                               | VCF 1047 (2500)                                                      |
| 4010 Archiviato il 9 settembre 2016 in Internet Archive. | Amplificatore controllato in tensione | Sostituito dal modulo 4019 | Primi 2600                                                           |
| 4011                                                     | Oscillatore controllato in tensione   | Sostituito dal modello 4017 | Primi 2600                                                           |
| 4012 Archiviato il 9 settembre 2016 in Internet Archive. | Filtro controllato in tensione        | Partitore a transistor passa-basso a 4 poli controllo esponenziale compensato in temperatura frequenza di cut-off circa 0-35kHz percorso audio accoppiato in corrente continua sostituito dal modulo 4072 | 2600 (1970-1976) Soloist                                             |
| 4013                                                     | Filtro controllato in tensione        | Simile al 4012 | Soloist                                                              |
| 4014 Archiviato il 9 settembre 2016 in Internet Archive. | Modulatore bilanciato                 | Moltiplicazione a 4 quadranti mediante celle duali a transconduttanza variabile | 2500 2600                                                            |
| 4015 Archiviato il 9 settembre 2016 in Internet Archive. | Sample & Hold                         | | 2600                                                                 |
| 4016                                                     | Generatore di rumore bianco           | Sostituito dal modulo 4022 | Primi 2600                                                           |
| 4017 Archiviato il 9 settembre 2016 in Internet Archive. | Oscillatore controllato in tensione   | Controllo esponenziale compensato in temperatura uscita dente di sega 10Vpp necessario trimmer esterno per tracking alte frequenze sostituito dal modulo 4027                                             | Primi 2600                                                           |
| 4018                                                     | Convertitore di forma d'onda          | Converte forma d'onda a dente di sega in triangolare, sinusoidale e impulso | Venduto separatamente                                                |
| 4019 Archiviato il 9 settembre 2016 in Internet Archive. | Amplificatore controllato in tensione | Ingresso di controllo lineare ed esponenziale percorso audio accoppiato in corrente continua sostituisce il modello 4010                                                                                  | 2600                                                                 |
| 4020 Archiviato il 9 settembre 2016 in Internet Archive. | Generatore di inviluppo               | Segmenti attack, decay, sustain e release forme di controllo esponenziali | 2600                                                                 |
| 4022 Archiviato il 9 settembre 2016 in Internet Archive. | Generatore di rumore bianco           | Uscita 8Vrms sostituisce il modulo 4016 | 2600                                                                 |
| 4023 Archiviato il 9 settembre 2016 in Internet Archive. | Filtro controllato in tensione        | Circuito bi-quad a 2 poli controllo esponenziale compensato in temperatura | Odyssey 2800 "white face" e primi modelli grigio/oro                 |
| 4027                                                     | Oscillatore controllato in tensione   | Controllo esponenziale compensato in temperatura uscita dente di sega 10Vpp sostituisce il modello 4017, sostituito dal modello 4027-1                                                                    | 2600 Soloist                                                         |
| http://www.arptech.synth.net/pdf/4027.pdf                | Oscillatore controllato in tensione   | Controllo esponenziale compensato in temperatura uscita dente di sega 10Vpp eliminato trimmer esterno per tracking alte frequenze sostituisce il modulo 4027                                              | 2600 Explorer                                                        |
| 4030                                                     | Filtro statico                        | Filtro combinato per il timbro "Violin" | Soloist                                                              |
| 4031                                                     | Filtro statico                        | Filtro combinato per il timbro "Cello" | Soloist                                                              |
| 4032                                                     | Filtro statico                        | Filtro combinato per i timbri "English horn", "Oboe", "Banjo" | Soloist                                                              |
| 4033                                                     | Filtro statico                        | Filtro combinato per i timbri "Bassoon", "Elec Bass", "Elec Piano" | Soloist                                                              |
| 4034 Archiviato il 9 settembre 2016 in Internet Archive. | Filtro controllato in tensione        | Partitore a transistor passa-basso a 4 poli controllo esponenziale compensato in temperatura | Pro Soloist Explorer                                                 |
| 4035 Archiviato il 9 settembre 2016 in Internet Archive. | Filtro controllato in tensione        | Partitore a transistor passa-basso a 4 poli controllo esponenziale compensato in temperatura | Odyssey 2810-2812                                                    |
| 4072 Archiviato il 9 settembre 2016 in Internet Archive. | Filtro controllato in tensione        | Cascata di integratori passa-basso a 4 poli controllo esponenziale compensato in temperatura sostituisce il modello 4012 frequenza di cut-off limitata a 12kHz per un errore di calcolo                   | 2600 (1976-1981)                                                     |
| 4075 Archiviato il 9 settembre 2016 in Internet Archive. | Filtro controllato in tensione        | Cascata di integratori passa-basso a 4 poli controllo esponenziale compensato in temperatura sostituisce il modello 4035 frequenza di cut-off limitata a 12kHz per un errore di calcolo                   | Odyssey 2810-2823 Axxe 2310-2323 Omni, Omni-2 Pro/DGX, Avatar Quadra |

 Archiviato il 9 settembre 2016 in Internet Archive. Brevetto e descrizione del funzionamento relativo al "filtro dinamico" con data 8 marzo 1977, relativo ai modelli 4072 e 4075
Articolo tradotto dal sito http://www.till.com/arptech per gentile concessione dell'autore Donald Tillman
Gli schemi elettrici sono stati redatti da Joachim Verghese e pubblicati anche sul sito http://www.arptech.synth.net Archiviato il 27 marzo 2016 in Internet Archive. da Paul Maddox.